# Cavernularia habereri
Cavernularia habereri is een Pennatulaceasoort uit de familie van de Veretillidae. De wetenschappelijke naam van de soort is voor het eerst geldig gepubliceerd in 1902 door Moroff.